# A Fallen Temple
A Fallen Temple četvrti je studijski album grčkog simfonijskog death metal-sastava Septic Flesh. Diskografska kuća Holy Records objavila ga je 9. ožujka 1998. Prvi je album od uratka EP-a Temple of the Lost Race na kojem je bubnjeve svirao čovjek.

## Popis pjesama
Tekstovi: Sotiris. 
| 1.    | »Brotherhood of the Fallen Knights«   | Sotiris                | 5:12 |
| 2.    | »The Eldest Cosmonaut«                | Sotiris                | 6:36 |
| 3.    | »Marble Smiling Face«                 | Spiros                 | 4:28 |
| 4.    | »Underworld – Act 1«                  | Chris                  | 7:50 |
| 5.    | »Temple of the Lost Race«             | Spiros, Sotiris        | 4:37 |
| 6.    | »The Crypt«                           | Sotiris, Chris, Spiros | 4:18 |
| 7.    | »Setting of the Two Suns«             | Chris, Spiros          | 3:50 |
| 8.    | »Erebus«                              | Sotiris                | 3:20 |
| 9.    | »Underworld – Act 2«                  | Chris                  | 8:53 |
| 10.   | »The Eldest Cosmonaut (Dark Version)« | Sotiris                | 5:33 |
| 54:37 |                                       |                        |      |

## Zasluge
Septic Flesh
- Spiros – bas-gitara, vokali, naslovnica
- Sotiris – gitara, vokali, klavijature
- Chris – gitara, klavijature

Dodatni glazbenici
- Kostas – bubnjevi
- Natalie Rassoulis – vokali (sopran) (na pjesmama 2, 4 i 9)
- Kostas Tzanokostakis – vokali (na pjesmama 4 i 9)

Ostalo osoblje
- Lambros Sfiris – produkcija, tonska obrada
- Tsiappas – fotografija
- Eve Kazakou – fotografija